# Zaharija Prvoslavljević
Zaharija Prvosavljević (Servisch: Захарија Прибислављевић, Grieks: Ζαχαρίας) (Stari Ras, ca. 890 - 924) was de zoon van Prvoslav en kleinzoon van Mutimir.
Hij regeerde als Servisch grootžupan van ongeveer 921 tot 924. Ondanks de steun die hij genoot vanuit Byzantium, werd Zaharija Prvosavljević door de Bulgaren neergeslagen, waardoor Servië in het Bulgaarse Rijk ingelijfd werd.